# La P... sentimentale
Pour plus de détails, voir Fiche technique et Distribution.
La P... sentimentale est un film français réalisé par Jean Gourguet, sorti en 1958.

## Synopsis
Un jeune homme de famille aisée tombe amoureux d'une très jolie prostituée. L'adolescent qui est réprimé par son père part chez son grand-père qui se montre plus compréhensif. Ce dernier parvient à convaincre la prostituée de s’éloigner de son petit-fils. Le souteneur qui voit un gain à cette idylle, s’y oppose.

## Fiche technique
- Titre : La P... sentimentale
- Réalisation : Jean Gourguet
- Assistant : Jacques R. Villa
- Scénario et dialogues : Jean et Michèle Gourguet
- Photographie : Scarciafico Hugo
- Son : Jean Bertrand
- Montage : Jeanne-Marie Favier
- Musique : José Cana
- Société de production : Société Française de Production
- Pays d'origine :  France
- Format : Noir et blanc - 35 mm - Son mono
- Genre : Drame
- Durée : 93 minutes
- Date de sortie : 
  - France - 24 octobre 1958

## Distribution
- Maurice Sarfati : Paty
- Maria Vincent : Linda
- Jacques Dumesnil
- Pierre Larquey : Le grand-père
- Marcel Pérès : Le directeur
- Andrex : Tony
- Robert Vattier : Vachette
- Maryse Martin : Solange
- Patricia Karim: Carole
- Paul Bisciglia
- Françoise Vatel
- Dominique Page
- Mireille Ozy
- Anne Roudier
- Claude Mercutio
- Betty Beckers
- Edmond Ardisson